# Johan Meyer
Johan Meyer (født 5. januar 2004) er en dansk fodboldspiller, der spiller for danske Esbjerg, udlejet fra Lyngby BK. 

## Ungdom
Johan Meyer begyndte sin karriere i FC Nordsjælland og rykkede i 2023 til Lyngby Boldklub hvor han spillede for U19 holdet.

## Lyngby BK
Johan Meyer fik kontrakt med første holdet den 20. juni 2023.